# Чеботарёв, Борис Владимирович
Борис Владимирович Чеботарёв (1918 ― 2003) ― советский историк, краевед, кандидат исторических наук, доцент.

## Биография
Борис Владимирович родился 21 июня 1918 года Ростове-на-Дону в семье учителя. В школе интересовался историей. После окончания средней школы (1936) сразу поступил на исторический факультет Ростовского педагогического института, который окончил с отличием (1940) и был направлен в аспирантуру, но дальнейшую учёбу пришлось прервать, был призван в Красную Армию. Служил в Либаве Латвийской ССР в звании лейтенанта в стрелковом полку. Борис Владимирович был освобождён от военной службы вследствие травматической острой потери зрения.
Борис Владимирович Чеботарёв вернулся в Ростов-на-Дону, прошёл курс лечения и поступил на работу в школу, где его и застала начавшаяся Великая Отечественная война. Он работал на строительстве заградительных укреплений города, здесь пережил оккупацию. В 1943 году Ростов-на-Дону был освобождён от немецких захватчиков и начали работать школы. Борис Владимирович работал преподавателем истории в школе № 53.
В послевоенные годы Чеботарёв Б. В. преподавал историю в дорожно-механическом техникуме и Ростовском институте народного хозяйства. Борис Владимирович был инспектором по охране памятников в городском управлении культуры, в Ростовском областном музее краеведения заведовал отделом досоветского периода.
Б. В. Чеботарев был обществоведом, читал лекции перед трудовыми коллективами. Сохранилось печатное издание лекции Бориса Владимировича, которая была посвящена строительству Волго-Донского канала. Он был на этой стройке и стал очевидцем происходивших событий.
В 1960 году Чеботарёв Борис Владимирович был принят на работу в Ростовский государственный университет на исторический факультет. В 1965 году Борис Владимирович защитил кандидатскую диссертацию на тему «Приазовье во второй половине XVIII ― начале XIX века и его хозяйственное освоение» в Ростовском государственном университете. Более 27 лет доцент Б. В. Чеботарёв посвятил Ростовскому государственному университету, работал вначале старшим преподавателем, а затем ― доцентом.
Борис Владимирович был бессменным руководителем студенческих экскурсий по историческим местам города и области.
Чеботарёв Борис Владимирович был известен как классический краевед, прекрасный знаток донской истории, разбиравшийся во всех её тонкостях. Он был одним из организаторов Общества охраны памятников истории и культуры и председателем ростовского отделения этого общества, долгое время входил в редакционный совет Ростиздата.
В 1989 году вышел на пенсию. Борис Владимирович продолжал общаться с бывшими учениками, делился воспоминаниями и богатейшими знаниями краеведа.
Умер Б. В. Чеботарёв 27 ноября 2003 года в Ростове-на-Дону.

## Краеведческая работа
Работа историка Бориса Владимировича Чеботарёва пришлась на время восстановления музея от послевоенной разрухи. У ростовского краеведа Чеботарёва Б. В. родилась идея привезти из станицы Старочеркасской старинные пушки, стоявшие у собора. Эту идею поддержал обкомом партии, в 1957 году пушки были установлены у входа в музей.
Борис Владимирович, уроженец Ростова, прекрасный знаток истории города, его топонимики и архитектуры, он много сделал для сохранения его исторического облика. В 1960-е годы власти города собирались снести храм Сурб Хач, построенный во второй половине XVIII века. Чтобы сохранить это культовое сооружение Борис Владимирович с помощью журналиста-краеведа А. Айрумяна нашёл выход на известного советского художника М. Сарьяна, который был в то время председателем республиканского отделения ВООПИиК, благодаря ему храм спасли. Из Москвы была получена команда: «Сурб Хач не трогать!».
Первые публикации Бориса Владимировича Чеботарева, посвящённые истории Ростова-на-Дону: в сборнике Ростовского книжного издательства «Из истории Дона» (1956), в «Известиях Ростовского областного музея краеведения» (1959).
Важным направлением работы стало создание популярной истории родного края и продвижение её для изучения в учебных заведениях Ростовской области. В 1971 году вышла книга «История Донского края» под редакцией Д. И. Кузнецова. Книга была подготовлена коллективом учёных-историков университета: В. Я. Кияшко, В. С. Панченко, Е. И. Демешина, К. А. Хмелевский, А. Г. Беспалова, П. Г. Чернопицкий, И. С. Маркусенко и Б. В. Чеботарёв. Учебное пособие опубликовано массовым тиражом 50 тысяч экземпляров и было предназначено для изучения в средней школе и для самого широкого круга читателей.
Об истории казачества в 1973 году была издана книга «Сыны донских степей», посвященной борьбе донских казаков с внешними врагами России. Краеведом и историком Борисом Владимировичем Чеботарёвым были написаны главы о роли казачества в защите южных рубежей России, включая эпопею защиты казаками города Азова в XVII веке, а также об участии казачества в русско-турецких войнах XVIII века и в обеспечении защиты границ и приращения территории Российской Империи.
В 1973 году Борис Владимирович создал макеты карт для Атласа Ростовской области, иллюстрировавших такие события, как «Крестьянская война под предводительством Степана Разина на Дону в 1670—1671 гг.», «Восстание на Дону в 1792—1794 гг.», «Революционное движение на Дону в 1905 году». Б. В. Чеботарёв является автором туристской карты области (в соавторстве с И. В. Семенцовым) и схематического плана города Ростова-на-Дону.
Первое учебное пособие «История Донского края» вышло в середине 1970-х годов, предназначенное для средней школы. Это пособие состояло из двух частях: первая часть пособия для 7—8-х классов была написана Борисом Владимировичем Чеботарёвым в соавторстве с учителем средней школы В. С. Левченко. Борис Владимирович написал главы, освещавшие историю края с древнейших времён и до XVIII века включительно. Учебное пособие отвечало требованиям учебного процесса в школе. Пособие, которое вышло двумя массовыми тиражами в 1975 и 1982 годах, содержало выдержки документов, иллюстративный материал, ясный и доступный стиль изложения материала.
Основная тема Бориса Владимировича краеведческих изысканий и исследований — Приазовье во второй половине XVIII ― начале XIX века и его хозяйственное освоение. Несколько глав в монографии «Дон и степное Предкавказье XVIII — первая половина XIX века. Заселение и хозяйство» (Изд-во РГУ, 1977), посвящены этой же теме.
Юбилейная монография «Ростов-на-Дону. Исторические очерки», подготовленная коллективом ростовских ученых-историков, краеведов и журналистов вышла к 230-летию основания города Ростова-на-Дону. Книгу открывала статья «Из далекого прошлого нашего города» ростовского краеведа и историка Бориса Владимировича Чеботарёва. В 1979 и 1984 годы вышли двумя тиражами юбилейные исторические очерки о Ростове-на-Дону. Как знатока донской истории, авторитет историка Чеботарёва Б. В. был подтверждён публикацией во 2-м и 3-м издании в Большой Советской энциклопедии его статьи «Темерницкая таможня».